# طيور بيبي
طيور بيبي كانت سابقا قناة فضائية موجهة للأطفال، تحت إدارة خالد مقداد وإشرافه، و كان مقرها في مدينة عمان بالأردن، وتبث إرسالها من البحرين، وتقدم القناة أناشيد وأغاني للأطفال، و أصبحت الآن تعرض كل أناشيدها مع تبادل الشعارات بين طيور بيبي و طيور الجنة كل 10 ثواني حتى منتصف 2021. 
منشدين القناة
بيان بيروتي  في طيور الجنة
أناشيد القناة
فصول السنة الأربعة 
هل هلالك
حميدو 
عزوز 
ام جميل
فصل الشتاء 
فصل الربيع 
فصل الصيف
فصل الخريف 
أنشودة الحروف الأبجدية 
أنشودة قصة الراعي الكذاب
أنشودة العد من العشرات 
حميدو الحافي 
شهور السنة الهجرية   
اللبن   
الليمونة    
البرتقالة   
الليمونة والبرتقالة    
أنشودة لا تسرف في الماء    
أنشودة قصة انوس    
أقبل قمرك   
النمر    
التمرة       
الاسد        
أنشودة الفواكه       
شوشو وجوجو        
قصة الصرصور والنملة        
البطيخ        
الفراشة        
الفراولة       
يا قطتي       
السلام عليكم        
الألوان        
اللون الوردي